# Iron Mask
Pour les articles homonymes, voir Masque de fer et Iron Mask de Cannes.
Iron Mask est un groupe belge de power metal, originaire de Bruxelles. Il est formé en 2002 par le guitariste belge Dushan Petrossi en parallèle de son autre groupe, Magic Kingdom,.

## Histoire

### Revenge Is My Name(2002–2005)
Petrossi signe avec Lion Music au début de l'année 2002 pour enregistrer un projet parallèle, Iron Mask. Le nom du groupe et certaines chansons du premier album sont inspirés du livre Homme au masque de fer (Man in the Iron Mask) d'Alexandre Dumas. L'album s'intitule Revenge Is My Name. La basse est enregistrée par Vassili Moltchanov (Magic Kingdom, Cryme), le chant est interprété par Phil Letaw (Karyan, Cryme, Stormy Night), les claviers par Youri De Groote,.

### Hordes of the Brave(2005–2009)
En avril 2005, Iron Mask change de formation pour l'album Hordes of the Brave. Le groupe inaugure Goetz « Valhalla Jr » Mohr (Arrow, Hanz Damf, Rolf Munkes) en tant que chanteur. Le chanteur invité Oliver Hartmann (At Vance, Avantasia, Edguy, Aina, Magic Kingdom, Freedom Call, Helloween) chante sur trois titres. Le claviériste Richard Andersson (Majestic, Time Requiem, Space Odyssey, Karmakanic, Evil Masquerade, Adagio, Silver Seraph) est responsable de tous les solos de claviers sur Hordes of the Brave,,.
En novembre 2005, le groupe donne plusieurs concerts en Europe pour promouvoir Hordes of the Brave, en tournée avec les vétérans canadiens du heavy metal Anvil et Phantom X,. Les concerts sont filmés et, en conséquence, en 2008, Iron Mask contribue à un documentaire sur Anvil, intitulé Anvil ! The Story of Anvil, ainsi qu'à la bande originale du film.

### Shadow of the Red Baron(2009–2011)

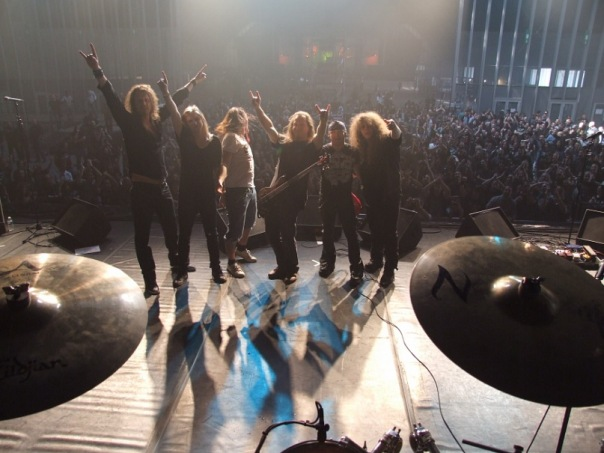
Iron Mask au Power and Prog Metal Fest 2011.

En 2009, le troisième album du groupe, intitulé Shadow of the Red Baron, sort. Petrossi a écrit et produit onze chansons. Le chant est assuré par Goetz « Valhalla Jr. » Mohr sur toutes les chansons, à l'exception de Dreams, qui a été chantée par le choriste Oliver Hartmann. Un autre invité était Lars Eric Mattsson, qui a joué le troisième solo de guitare sur Sahara. Vassili Moltchanov est toujours à la basse, mais un nouveau batteur a été trouvé en la personne d'Erik Stout (Vengeance, Joe Stump, Daize Shayne) ; les claviers sont joués par Andreas Lindahl (Wuthering Heights, The Murder of My Sweet, Narnia, Loch Vostok, Audiovision, Manticora, ZooL, Platitude). Comme pour l'album précédent, Roma Siadletski (Magic Kingdom) assure le chant extrême. Jens Bogren (Symphony X, Opeth, Soilwork, Paradise Lost, Universum, Amon Amarth, Collarbone) est responsable du son,.
En raison des problèmes de santé du chanteur Goetz, Iron Mask fait appel à Carsten « Lizard » Schulz (Domain, Altaria, Shining Line, Eden's Curse) pour assurer le chant lors de leur passage au Graspop Metal Meeting le 26 juin 2010 à Dessel, en Belgique. Il y a également eu quelques autres changements dans la formation : Ramy Ali (Freedom Call, Kiske/Somerville, Evidence One, State of Rock) est le nouveau batteur du groupe. Philippe Giordana (Magic Kingdom, Fairyland, Kerion) s'occupe des claviers, Andreas Lindahl étant retenu par d'autres engagements professionnels,,. Le 4 décembre 2010, le même groupe se produit au festival Frostrock (Kuurne, Belgique), les autres participants étant At Vance, ReVamp, Primal Fear.

### Black as Death(2011–2013)
Le 30 avril 2011, le groupe donne un concert au Power and Prog Metal Fest (Mons, Belgique) aux côtés de Europe, HammerFall, Gamma Ray et Vanden Plas.
En juillet 2011, le groupe annoncée que pour le prochain album Black as Death, une partie des fonctions vocales serait assurée par les anciens chanteurs de Yngwie Malmsteen Mark Boals (Royal Hunt, Ring of Fire) et Göran Edman (Karmakanic, Brazen Abbot, Jayce Landberg, Time Requiem). Mats Olausson (Yngwie Malmsteen, Ark, Evil Masquerade, John Norum) sera responsable de toutes les parties de clavier. Le mixage et la production seront assurés par Denis Ward (Pink Cream 69). Pour cet album, le groupe signe en septembre 2011 avec AFM Records. Black as Death sort le 16 décembre 2011.

### Autres activités (depuis 2013)
En 2013, Iron Mask annonce la sortie de son cinquième album studio, Fifth Son of Winterdoom. L'album sort le 8 novembre 2013 chez AFM Records avec Mark Boals au chant.
En juillet 2014, le groupe commence à travailler sur un nouvel album studio, et deux ans plus tard, il est annoncé que le prochain album studio du groupe, Diabolica, sortirait le 23 septembre 2016, sur AFM Records avec Diego Valdez au chant.

## Discographie
- 2002 : Revenge Is My Name
- 2005 : Hordes of the Brave
- 2009 : Shadow of the Red Baron
- 2011 : Black as Death
- 2013 : Fifth Son of Winterdoom
- 2016 : Diabolica
- 2020 : Master of Masters